# Karangtengah (Subah)
Karangtengah is een bestuurslaag in het regentschap Batang van de provincie Midden-Java, Indonesië. Karangtengah telt 2748 inwoners (volkstelling 2010).